# Тихонов Юрій Тимофійович
Юрій Тимофійович Тихонов (нар. 4 червня 1948, село Софіполь Аургаринського району, тепер Башкортостан, Російська Федерація) — український діяч, директор Нікопольської бройлерної птахофабрики «Дніпровська» Дніпропетровської області. Народний депутат України 2-го скликання.

## Біографія
У 1971 році закінчив Львівський зооветеринарний інститут, ветеринарний лікар.
Працював головним ветеринарним лікарем радгоспу «Ленінець» Хмельницької області. Служив у Радянській армії.
У січні 1973 — червні 1975 року — ветеринарний лікар в колективних господарствах Львівської області.
У червні 1975 — січні 1977 року — заступник головного ветеринарного лікаря Нікопольського району Дніпропетровської області.
У січні 1977 — жовтні 1981 року — головний ветеринарний лікар, у жовтні 1981 року — заступник голови колгоспу імені Орджонікідзе Нікопольського району Дніпропетровської області. Член КПРС.
З жовтні 1981 року — директор Нікопольської бройлерної птахофабрики «Дніпровська»; директор ТОВ «Дніпровський птахокомбінат» Нікопольського району Дніпропетровської області.
Народний депутат України 2-го демократичного скликання з .04.1994 (2-й тур) до .04.1998, Нікопольський сільський виборчий округ № 101, Дніпропетровська область. Член Комітету з питань АПК, земельних ресурсів і соціального розвитку села. Член депутатської групи «Єдність» (до цього — член депутатської фракції «Соціально-ринковий вибір»).

## Нагороди та відзнаки
- орден «Знак Пошани»
- орден «За заслуги» III ступеня